# Shōzō Sakurai
Shōzō Sakurai (樱井 省三, Sakurai Shōzō) (27 juin 1889 - 7 juillet 1985) est un général de l'armée impériale japonaise.

## Biographie
Sakurai est né à Nagoya, bien que les registres officiels indiquent Hagi dans la préfecture de Yamaguchi. Il sort diplômé de la 23e promotion de l'académie de l'armée impériale japonaise en 1911 puis de la 31e promotion de l'école militaire impériale du Japon en 1919. Il commence comme officier d'infanterie mais devient spécialiste du transport militaire. Il passe un bref moment en France comme attaché militaire. Dans les années 1930, il est instructeur à l'école militaire puis, de 1934 à 1936, commande le 77e régiment.
Sakurai est plus tard investigateur pour le département de planification du gouvernement et est chargé des installations portuaires puis attaché au quartier-général du transport maritime. En 1938, il devient inspecteur des installations portuaires de Chine centrale. Il est promu major-général en mars 1938.
En 1938, Sakurai est nommé à la tête d'un groupe d'infanterie de la 22e division, et en 1939, il est attaché au quartier-général de l'armée expéditionnaire japonaise de Chine centrale avant de devenir chef d'État-major de la 13e armée en Chine. Il est promu lieutenant-général en 1940.
En 1941, Sakurai devient commandant de la 33e division en Chine dans la 11e armée, et participe à l'invasion du Siam et de la Birmanie durant la campagne de Birmanie, puis est posté en garnison en Arakan. En 1943, Sakurai est rappelé au Japon pour devenir chef du département des blindés au ministère de la Guerre. Cependant, en 1944, Sakurai retourne en Birmanie comme commandant de la 28e armée. Sa troupe envahit le Bengale (opération Ha-Go) en repoussant les Britanniques d'Imphal pour soutenir les armées japonaises lors de l'offensive U-Go. Le 22 février 1944, la 28e armée est repoussée avec de sévères pertes et se replie. Le 20 juillet 1945, Sakurai recule jusqu'à Moulmein qu'il tient jusqu'à la capitulation du Japon. Il meurt à Tokyo à 96 ans et sa tombe se trouve au cimetière de Tama.